# العلاقات اللبنانية الميانمارية
العلاقات اللبنانية الميانمارية هي العلاقات الثنائية التي تجمع بين لبنان وميانمار.

## مقارنة بين البلدين
هذه مقارنة عامة ومرجعية للدولتين:
| وجه المقارنة                                              | لبنان                                                                | ميانمار          |
| --------------------------------------------------------- | -------------------------------------------------------------------- | ---------------- |
| المساحة (كم2)                                             | 10.45 ألف                                                            | 676.58 ألف       |
| عدد السكان (نسمة)                                         | 6.10 مليون                                                           | 53.37 مليون      |
| الكثافة السكانية (ن./كم²)                                 | 583.73                                                               | 78.88            |
| العاصمة                                                   | بيروت                                                                | نايبيداو، يانغون |
| اللغة الرسمية                                             | اللغة العربية، لغة فرنسية                                            | اللغة البورمية   |
| العملة                                                    | ليرة لبنانية                                                         | كيات ميانماري    |
| الناتج المحلي الإجمالي (بليون دولار)                      | 51.84 مليار                                                          | 69.32 مليار      |
| الناتج المحلي الإجمالي (تعادل القوة الشرائية) بليون دولار | 81.54 مليار                                                          | 282.95 مليار     |
| الناتج المحلي الإجمالي الاسمي للفرد دولار أمريكي          | 8.05 ألف                                                             | 1.16 ألف         |
| الناتج المحلي الإجمالي للفرد دولار أمريكي                 | 17.46 ألف                                                            |                  |
| مؤشر التنمية البشرية                                      | 0.769                                                                | 0.536            |
| رمز المكالمات الدولي                                      | +961                                                                 | +95              |
| رمز الإنترنت                                              | .lb                                                                  | .mm              |
| المنطقة الزمنية                                           | ت ع م+02:00، ت ع م+03:00، توقيت شرق أوروبا، توقيت شرق أوروبا الصيفي ‏ | ت ع م+06:30      |

## منظمات دولية مشتركة
يشترك البلدان في عضوية مجموعة من المنظمات الدولية، منها:
| علم المنظمة | اسم المنظمة                        | تاريخ انضمام لبنان | تاريخ انضمام ميانمار |
| ----------- | ---------------------------------- | ------------------ | -------------------- |
|             | مؤسسة التنمية الدولية              | 10 أبريل 1962      | 5 نوفمبر 1962        |
|             | مؤسسة التمويل الدولية              | 28 ديسمبر 1956     | 3 ديسمبر 1956        |
|             | منظمة حظر الأسلحة الكيميائية       | ?                  | ?                    |
|             | الأمم المتحدة                      | 24 أكتوبر 1945     | 19 أبريل 1948        |
|             | الاتحاد الدولي للاتصالات           | 12 يناير 1924      | 15 سبتمبر 1937       |
|             | منظمة الشرطة الجنائية الدولية      | ?                  | ?                    |
|             | البنك الدولي للإنشاء والتعمير      | 14 أبريل 1947      | 3 يناير 1952         |
|             | الاتحاد البريدي العالمي            | ?                  | ?                    |
|             | وكالة ضمان الاستثمار متعدد الأطراف | 19 أكتوبر 1994     | 16 ديسمبر 2013       |
|             | يونسكو                             | 4 نوفمبر 1946      | 27 يونيو 1949        |

## وصلات خارجية
- موقع وزارة الخارجية الميانمارية